# 고혜원
고혜원은 대한민국 서울특별시 마포구 공덕동에서 태어난 학원강사이다.

## 생애
공무원 국어 강사이다.
박문각의 국어 1타 강사였다가, 2018년 7월에 공단기로 이적했다. 실강에서는 수강생이 많아 번호표 입장을 해야 하며, 동시에 영상반이 따로 있다. 2022년 대비 강의부터 PSAT 언어논리도 병행하게 되었다
자신이 밀고 있는 별명으로는 적중여신, 문풀여신, 노량진 사나, 천사 정도가 있다.(은유법을 설명할 때 늘 예시로 든다. 예를 들어 혜원은 천사.)
성균관대학교 사범대학을 졸업하고 예원학교의 교사가 되었다. 교사로서 교수학습 활동 이외에도 해야 할 여러 가지 행정 업무에 지쳐 가다가 염원하던 학문 연구에 매진하고 싶어서 교단을 떠났다. 이후 서울대학교 언론정보대학원에 입학했고, 우연한 기회로 노량진에서 강의를 하게 된다. 교사 시절과는 다르게 목표 의식이 뚜렷한 학생들과 상호작용을 하면서 보람을 느꼈고, 아모르이그잼의 국어 강사로 활동하기 시작했다. 이후 빠르게 성장해 박문각고시학원으로 자리를 옮겨 강의를 이어 갔다. 

## 공시 국어
크게 입문(교재: 고공점프) → 이론 정리(교재: 혜원국어 기본서) → 영역별 압축(교재: 신의 한 수) → 기출 분석(교재: 기출정해) → 실전 연습(교재: 동형모의고사, 하프모의고사) 순서로 진행되나 이론 정리 단계에서부터 기출문제를 건드린다. 이론 정리와 기출문제 분석을 동시에 진행하는 경우도 있어 이런 강좌에서는 혜원국어 기본서와 기출정해 교재를 동시에 다룬다. 매주 쪽지시험을 치르는데, 시험 범위는 그 주에 공부한 이론과 매주 프린트로 나가는 기적의 암기 단어장이다.
혜원국어의 트레이드 마크는 거의 매달 열리는 테마별 기적의 20일 아침특강인데, 이 강좌에서는 영역별로 기초 체력을 기르고 약점을 보완한다. 교재는 주로 '신의 한 수' 시리즈로 문법, 한자, 문학, 비문학이 있다. 예를 들어 이번 달엔 신의 한 수 문법편, 다음 달엔 신의 한 수 한자편으로 강의하는 방식. 정리하면 메인 강좌와 테마별 아침특강이 투 트랙으로 진행된다고 할 수 있다.
전 영역 문제풀이의 최강이라고 자부하고 있다. 그렇다보니 실제로 재시생, N시생들에게 인기가 많은 강사이다. 특히 수험생들이 어려워 하는 어휘와 한자 영역에 강점이 있어 고득점으로 연결하는데 혜원국어의 도움을 많이 받는다.
테마별 20일의 기적의 아침특강으로 유명하며, 문법을 공식화시켜 깔끔하게 정리해 준다. 또한 기본 교재에 팁이 상당히 많은 것이 특징이다.
목소리가 부드럽고 발음이 좋으며 말투는 상냥하지만, 설명할 때 딱딱 끊어서 해 주기 때문에 머릿속에 잘 들어오는 편. 강약고저와 문장과 문장사이 pause가 확실하다.
다만 말이 빠르기 때문에, 초보자라면 좀 힘들 수 있다. 그래도 어느 정도 지식이 쌓이면 입문반-심화반 커리큘럼을 거칠 때 그 진가가 나온다.
대답을 유도하면서 암기시키는 스타일이다. 수업시간에 대답하고 싶은 걸 참느라 입이 근질근질한 학생들에게 좋다.
판서가 깔끔하지 못하나 PPT를 쓰기 때문에 괜찮다.
기존 기본서는 디자인이 빽빽하고 깔끔하지 못하다는 평도 있었는데, 2018 기본서는 컬러나 편집이 업그레이드되어 가독성이 많이 좋아졌다. 특히 어휘 정리가 잘되어 있고 문법 워크북(문법 내용에 빈칸을 뚫어 자문자답 또는 스터디용으로 활용 가능한 미니북)까지 있어서 문법 공부에 큰 도움이 된다.
주제별 특강인 신의 한 수 시리즈가 유명한데, 그 중에서 한자가 가장 유명하고 수강생들이 많이 몰린다. 한자를 구성하는 부수의 뜻을 하나하나 자세히 설명해주며 수강생들의 기억에 잘 남도록 유도하는 방식이 크게 호평을 받고 있다. 이외에도 기본서를 요약한 서브노트, 하프모의고사가 유명하고 평이 좋다.
적중률이 높은 편인데 특히 2017 국가직 9급에서 높은 적중률을 자랑했다. 2017 지방직 9급에서는 오답률 5위 안에 드는 문제(박완서 소설의 품사 맞추기 문제)를 동형모의고사에서 적중하여 호평을 받았다.

## 학력
- 성균관대학교 사범대학 국어교육학과 (졸업)
- 서울대학교 대학원 언론학과 (졸업)